# I Love Bachata
I Love Bachata es una película dominicana de género comedia musical, que se estrenó el 27 de octubre de 2011.

## Sinopsis
Trata la historia de Marcos (Roberto Ángel), un aficionado, vendedor de discos en una gran tienda de la ciudad de Santo Domingo. También narra la vida de Tommy (Fausto Mata), mecánico, un experto arreglando vehículos viejos, y un enamorado de la bachata, y Carlitos (Raeldo López), un joven formal, aplicado, que atiende una librería de su madre y aprende chelo becado en el Conservatorio Nacional de Música. La vida de estos tres personajes logra entrelazarse cuando les llega la oportunidad de formar un grupo de bachata, y desarrollar en conjunto una carrera artística. De ahí los conflictos, problemas y vicisitudes que pasa todo aquel que procura cumplir el sueño de ser famoso.

## Reparto
- Roberto Ángel Salcedo como Marcos.
- Fausto Mata como Eladio "Tommy" Antonio.
- Raeldo López como Carlitos.
- Manolo Ozuna como Peter Garibaldi.
- Mariel Guerrero como Michelle.
- Mía Taveras como Paola.
- Bolívar Valera como Anderson.
- Oscar Carrasquillo como Pichardo.
- Aquiles Correa como Efraín.
- Alan Nadal Piantini como el Doctor.
- Valerie Daniella Hernández Oloffson como La Psicóloga.
- Jacqueline Estrella como Ramona.
- Colombia Alcántara como Betsaida.
- Zeny Leiva como Martha.
- Katyuska Licairac como Susy.
- Shailyn Sosa como Julissa.
- Raymundo Ortiz como Francisco Berigüete.
- Tony Sanz.

- Datos: Q12176380